# Convento de San Francisco (Corrientes)
La Iglesia y Convento de San Francisco es un templo católico y convento franciscano bajo la advocación de San Francisco Solano, ubicado en calle Mendoza 420 de la ciudad de Corrientes, capital de la provincia homónima, Argentina. Su construcción se inició hacia 1589, tras la llegada del fraile Luis de Molina, aunque la misma fue finalizada hacia 1607. En 1638 se construyó la capilla, la cual fue reconstruida entre 1861 y 1867, adoptando un estilo neoclásico. Restaurado en 1948, el conjunto fue declarado Monumento Histórico Nacional en 1951.

## Arquitectura

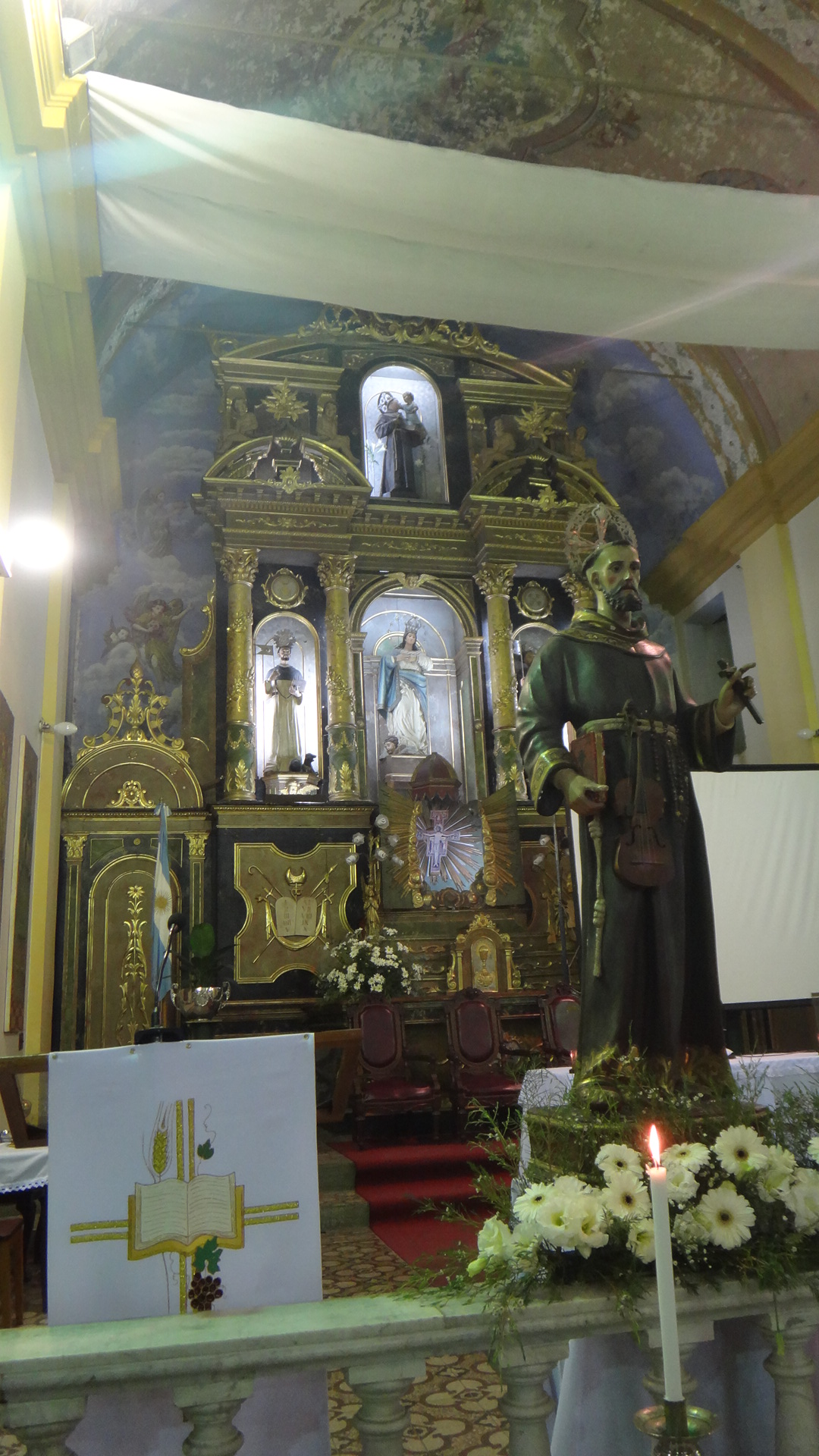
Interior de la iglesia, donde se observa la imagen de San Francisco Solano y el altar.

Ubicado en el casco fundacional correntino, el convento franciscano posee unos grandes muros hechos de adobe, los cuales tienen aproximadamente un metro de espesor, y se mantienen mediante columnas de madera dura. Aún se conservan los techos de la época colonial, cuyas tejas musleras están sostenidas mediante un entramado de cañas tacuaras atadas con tientos de cuero vacuno; además, se preservan también los parantes de palmera y las puertas originales, las cuales fueron labradas a mano. Tras la reforma realizada entre 1861 y 1867, la fachada del templo adoptó un estilo neoclásico; por su parte, en el interior barroco resaltan el atrio, que adopta una forma semicircular, el órgano de tubos y el púlpito, el cual está laminado en oro.

## Historia

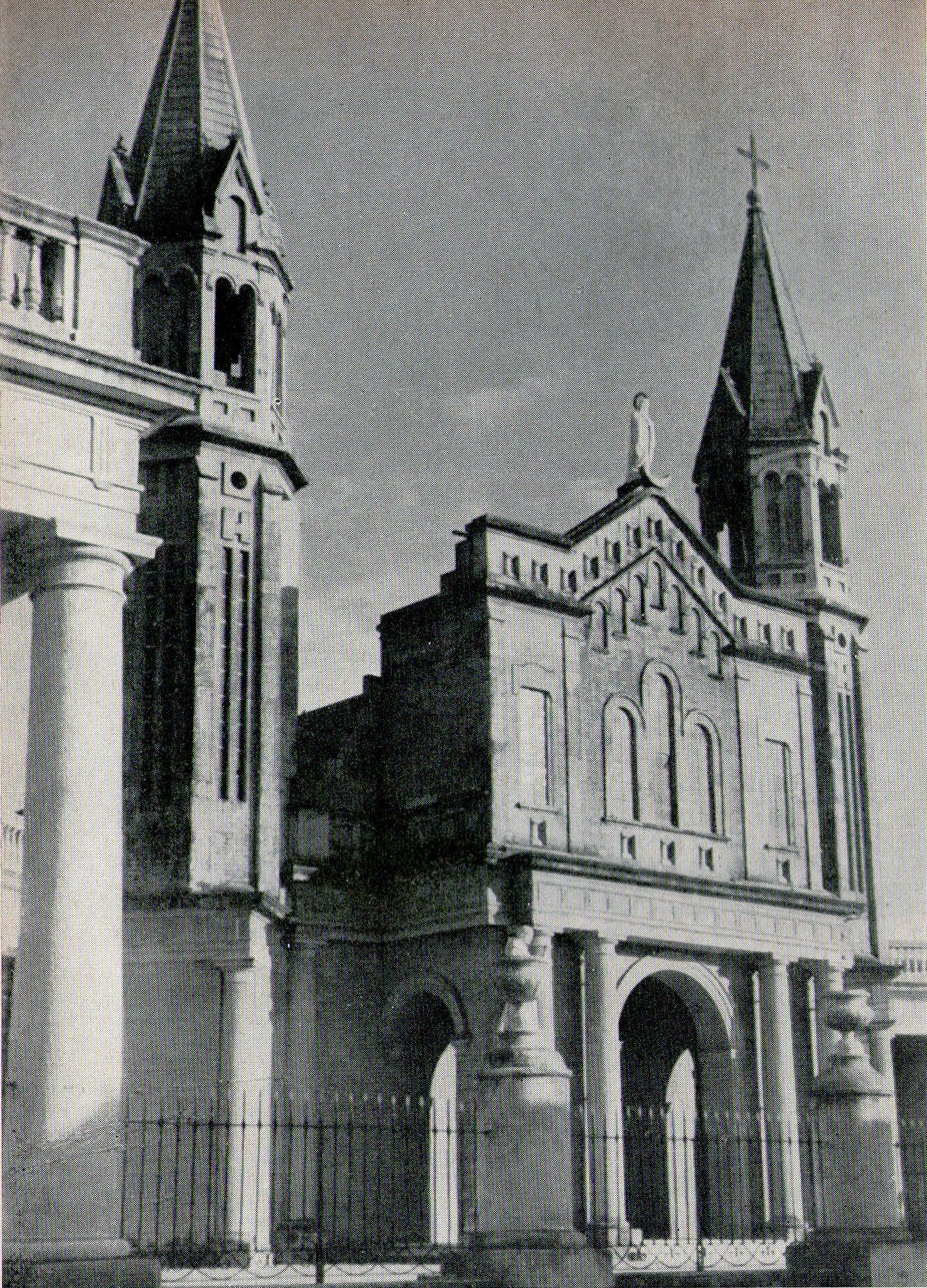
Fotografía del templo, extraída del libro Los Monumentos y Lugares Históricos de la Argentina (1968), escrito por Carlos Vigil.

La Orden Franciscana fue la primera orden religiosa que se estableció en la provincia de Corrientes, aunque se desconoce la fecha exacta de su llegada. Hacia 1583, fray Juan de Rivadeneyra presentó un proyecto ante el rey Felipe II, en el cual aconsejaba el establecimiento de un poblado en la región de las siete corrientes. Posteriormente, el adelantado Juan Torres de Vera y Aragón fundó la ciudad de Vera, actual ciudad de Corrientes, el 3 de abril de 1588, destinando un solar para la construcción del convento franciscano; el convento aún ocupa dicho terreno, ubicado en la manzana delimitada por las calles Mendoza, Plácido Martínez y Fray José de la Quintana.
Tiempo más tarde, los pobladores de la ciudad enviaron un pedido a la Gobernación del Río de la Plata y del Paraguay, solicitando un sacerdote; cumpliendo el pedido, fray Luis de Molina llegó en 1589. La construcción del convento estuvo a cargo del propio Molina y se inició, probablemente, en aquel año; la fecha de finalización de las obras no se conoce con exactitud, aunque se estima que sucedió entre 1607 y 1608. Los escasos recursos con los que contaban los frailes demoraron la edificación del convento y también dificultaron sus condiciones de vida; esto último puede observarse en un informe enviado a la Corona en 1611, redactado por el gobernador Diego Marín Negrón, que dice que el convento por su pobreza no puede mantener cura. Hay dos frailes franciscanos que pasan mucho trabajo para sustentarse; coincidente con esto, el fotógrafo y periodista Roberto Rainer Cinti dice que el convento fue construido sólo con la caridad de los vecinos y que los frailes franciscanos presentes eran Antonio de la Cruz y Francisco de Arenas.
Sin embargo, hay certezas de que hacia 1612 la construcción ya estaba finalizada, ya que el convento es citado como una de las propiedades pertenecientes a la orden en la Provincia Franciscana del Río de la Plata, fundada aquel año. El paso del tiempo trajo una mejora en las condiciones económicas, que permitió la realización de reformas en los muros y el techo. Hacia 1752 el sacerdote Pedro José de Porras visitó la región, escribiendo que el Convento y el Colegio de San Francisco son muy buenos y cubiertos con tejas.
Posteriormente, los franciscanos establecieron una escuela, que inicialmente era un modesto rancho; sin embargo, hacia 1792 se erigió un edificio adecuado para el funcionamiento de la institución. El fraile José de la Quintana, quien fuera un destacado sacerdote y educador, fue enviado como preceptor en el año 1797 y a partir de allí se dedicó ininterrumpidamente a la docencia en el convento hasta 1854; el 12 de agosto de dicho año solicitó su retiro, el cual fue acompañado de un reconocimiento como benemérito preceptor de instrucción primaria, otorgado por el gobierno provincial. En su libro La Provincia de Corrientes, publicado en 1857, el escritor Vicente G. Quesada nos brinda una breve descripción del convento y de la ciudad misma:

San Francisco, es el único convento que tiene algunos frailes. Es uno de los mejores templos de la capital, edificado casi en el centro de una calle. Desde la torre se divisa un paisaje magnífico. Al frente aparece el río Paraná sinuoso y ancho, y en ciertas épocas se distingue la línea que separa las aguas rojizas del Bermejo de las del Paraná: más allá se ven los bosques del Gran Chaco, formados de palmas, quebrachos, espinillos, urundeis y mil maderas valiosas: por otra parte se muestran las viñas de naranjos y limoneros, y la ciudad llena de árboles y ostentando quebradas hermosas, presenta un variadísimo paisaje.

### Centro de evangelización
El fraile Luis de Bolaños (1540-1629), uno de los primeros sacerdotes de la Orden en la región, elaboró la idea de construir reducciones para que los indios nómades se establecieran en poblaciones fijas y estables, con el objetivo de facilitar su evangelización. Debido a su ubicación e importancia en la región, desde el convento de San Francisco partieron numerosas iniciativas misioneras; de esta forma, se fundaron las reducciones de Itatí en 1615 y de Santa Ana de los Guácaras en 1621, además de misionarse el pueblo de Santa Lucía de los Astos, ubicado a orillas del río Paraná.

#### Itatí
A comienzos del siglo XVII, se estableció en la zona conocida como Taba-cué, en una loma a orillas del Paraná, una reducción de aborígenes guaraníes; luego, los conquistadores españoles integraron a ella a otros aborígenes que habitaban en el paraje y otorgaron la dirección del establecimiento a la Orden Franciscana. Sin embargo, algunos años más tarde, se trasladó a su ubicación actual y esta poblacion echó entónces á los Franciscanos que la cuidaban para llamar á los Jesuitas que empezaban á dar grande estension á sus Misiones. Estos cambiaron el nombre de la colonia, dándole el de Santa Ana, pero en consecuencia de las reclamaciones de los Franciscanos, la dirección de Itatí les fue devuelta en 1615.
Es por esto que se toma al 7 de diciembre de 1615 como la fecha fundacional del poblado de Pura y Limpia Concepción de María de Itatí, considerándose como su fundador al fraile Luis de Bolaños; dicho sacerdote fue el primero en dirigir al poblado, que luego sería conducido por numerosos curas, muchos de ellos franciscanos. A pesar de su avanzada edad, Bolaños se encargó de cuidar a los indígenas reducidos y estableció una gran devoción hacia la Virgen de Itatí. Además, edificó la primera iglesia, la cual fue finalizada en 1618, según consta en los registros franciscanos. La misma consistía de un rancho de paja, en el cual se congregaban los fieles; posteriormente, el templo fue trasladado a una mejor ubicación el 14 de agosto de 1624. Cuando Bolaños abandonó la conducción del establecimiento debido a su edad, Itatí era uno de los pueblos más importantes de la región.

## Galería de imágenes
Iglesia y Convento San Francisco Solano:

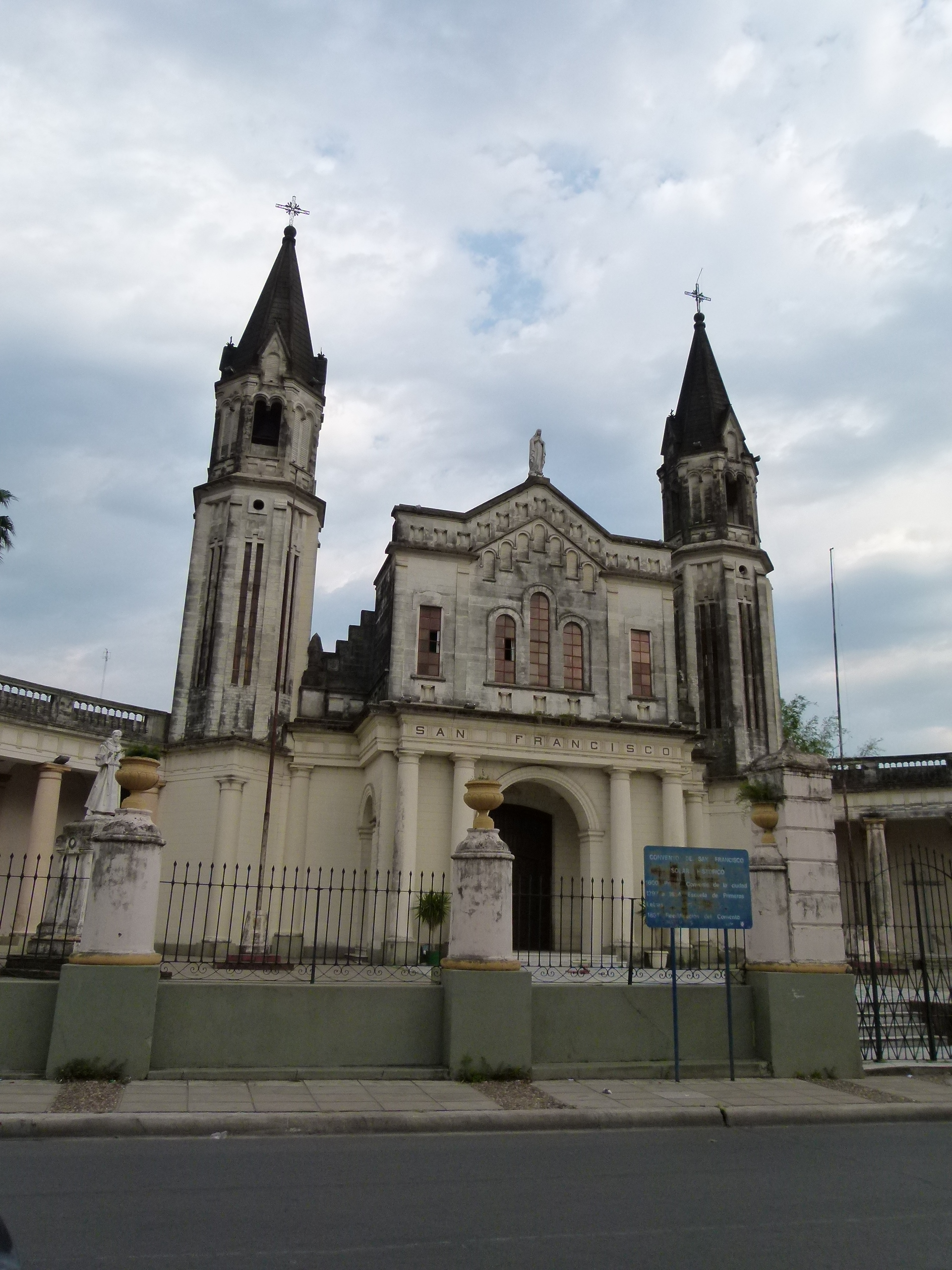
Iglesia San Francisco Solano, calle Mendoza 420.
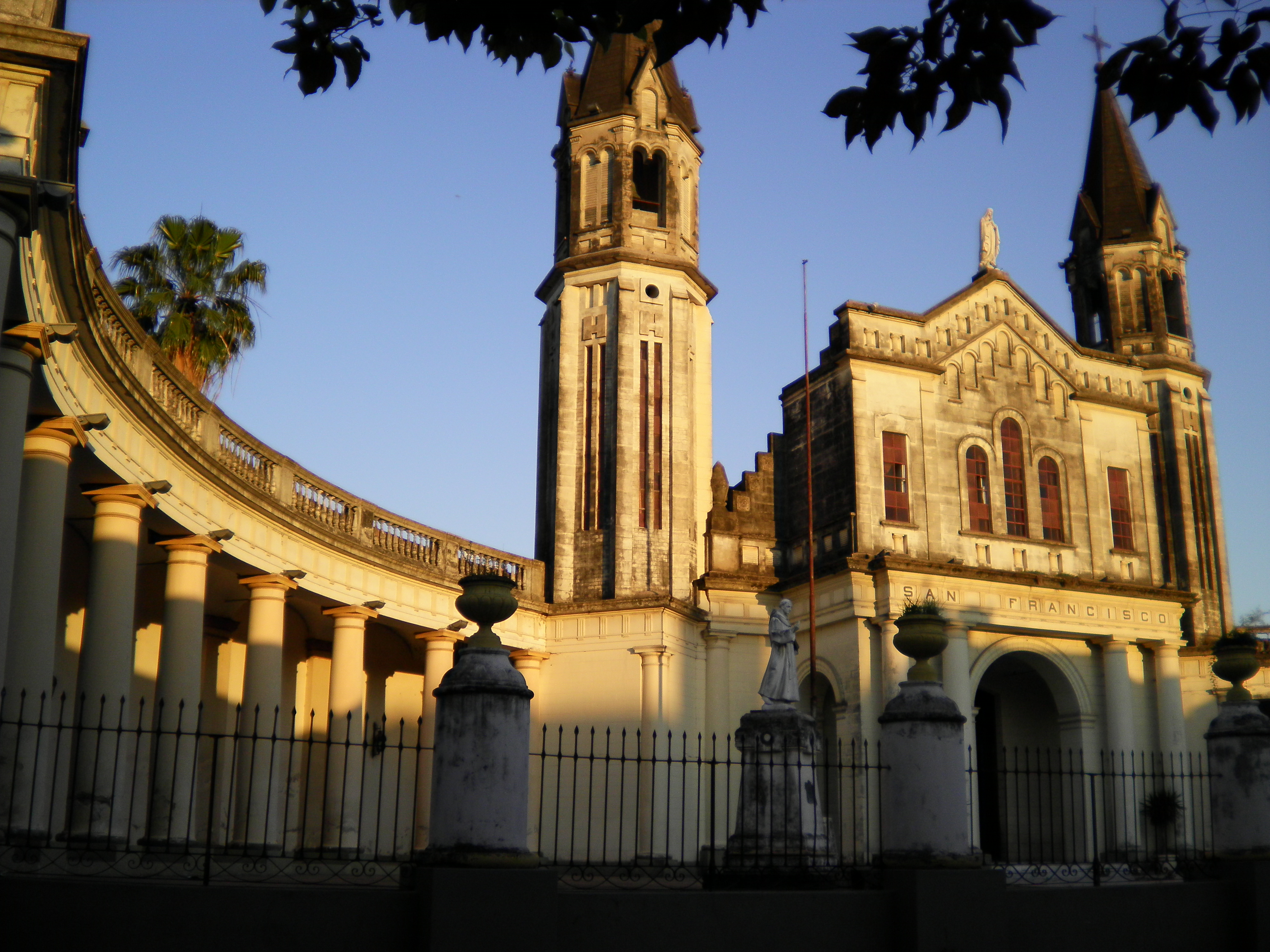
Vista de la Iglesia San Francisco, muy temprano por la mañana.
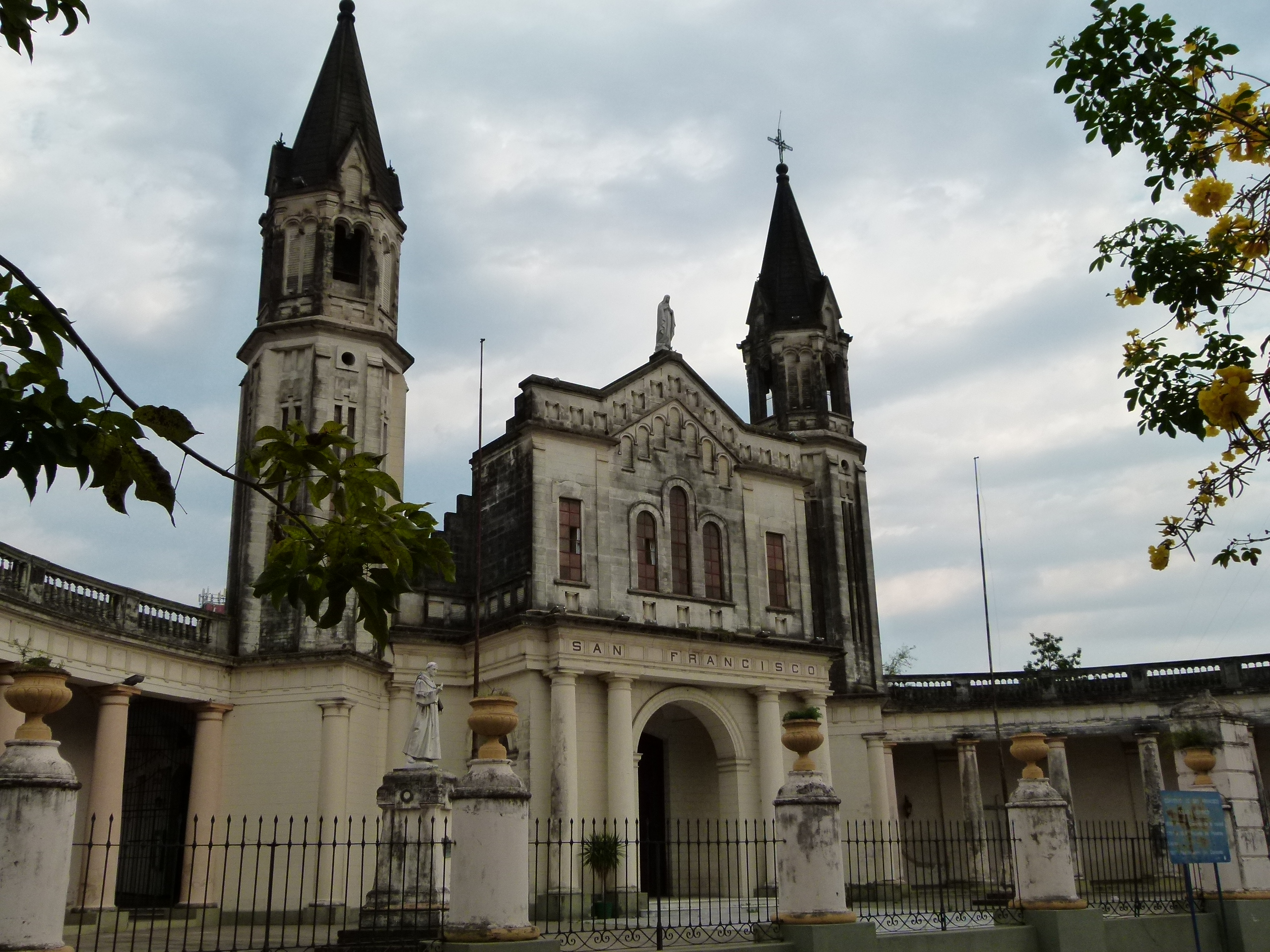
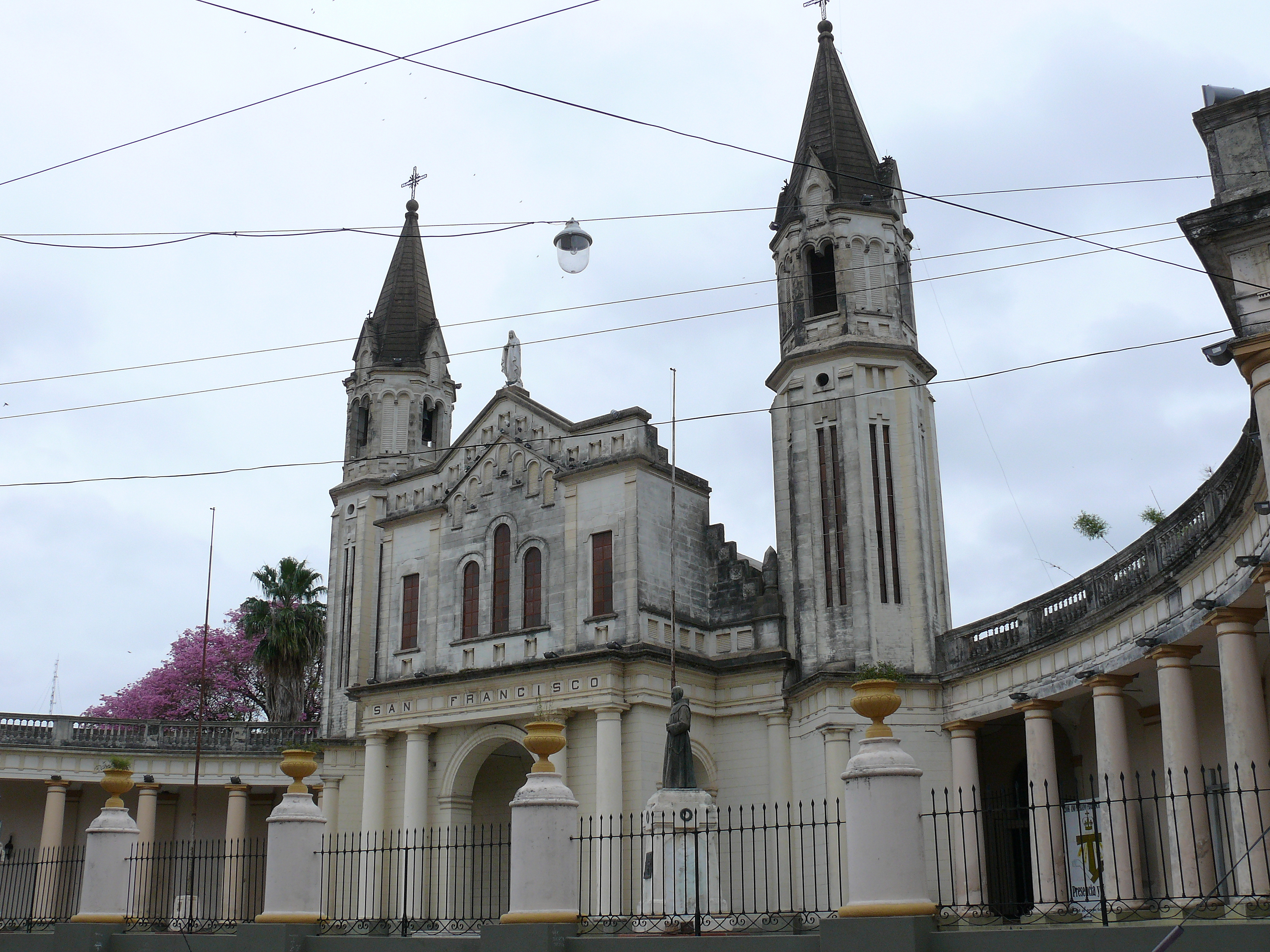
Iglesia del Convento San Francisco Solano.
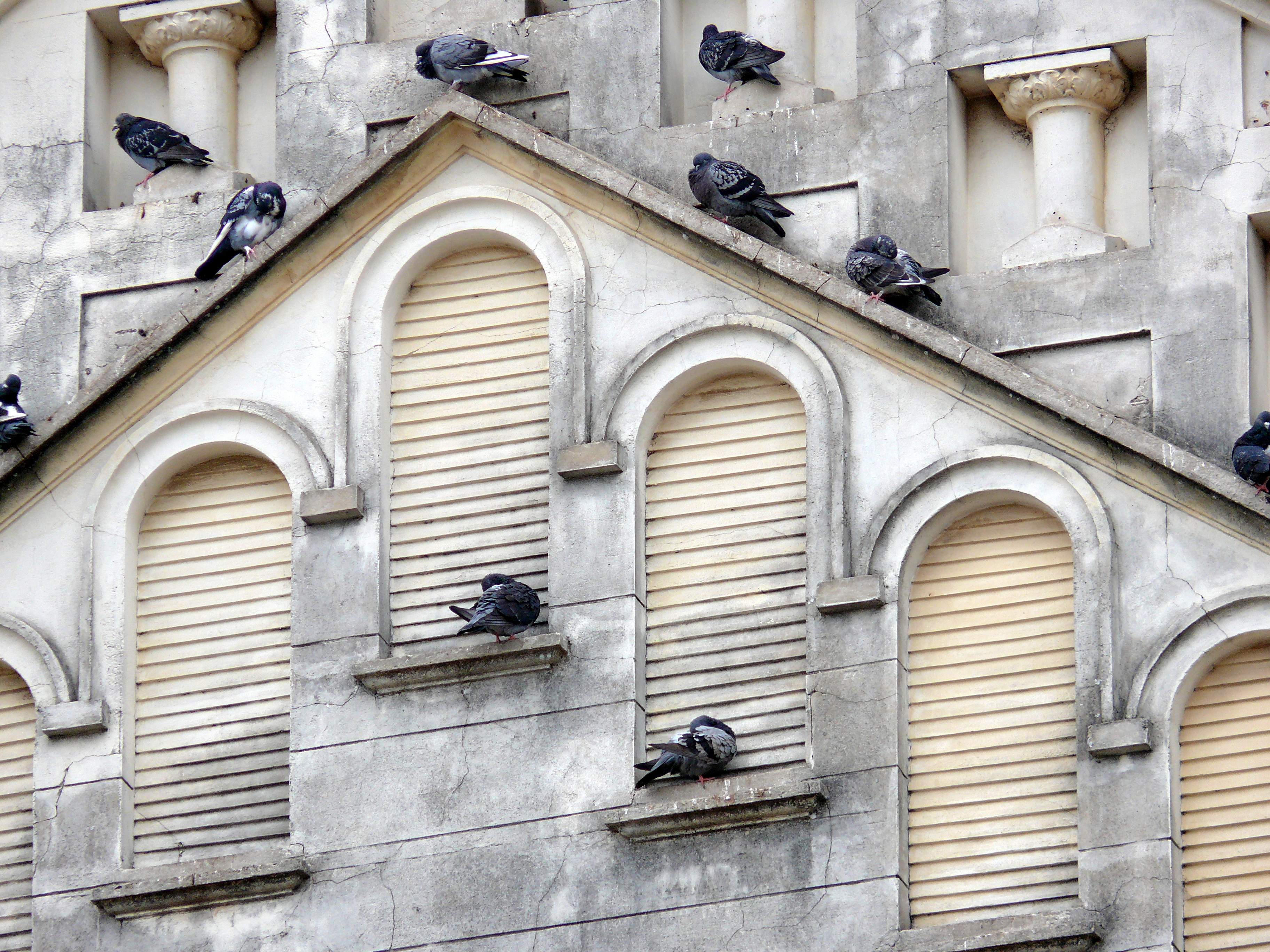
Detalle en el frente de la Iglesia San Francisco Solano.
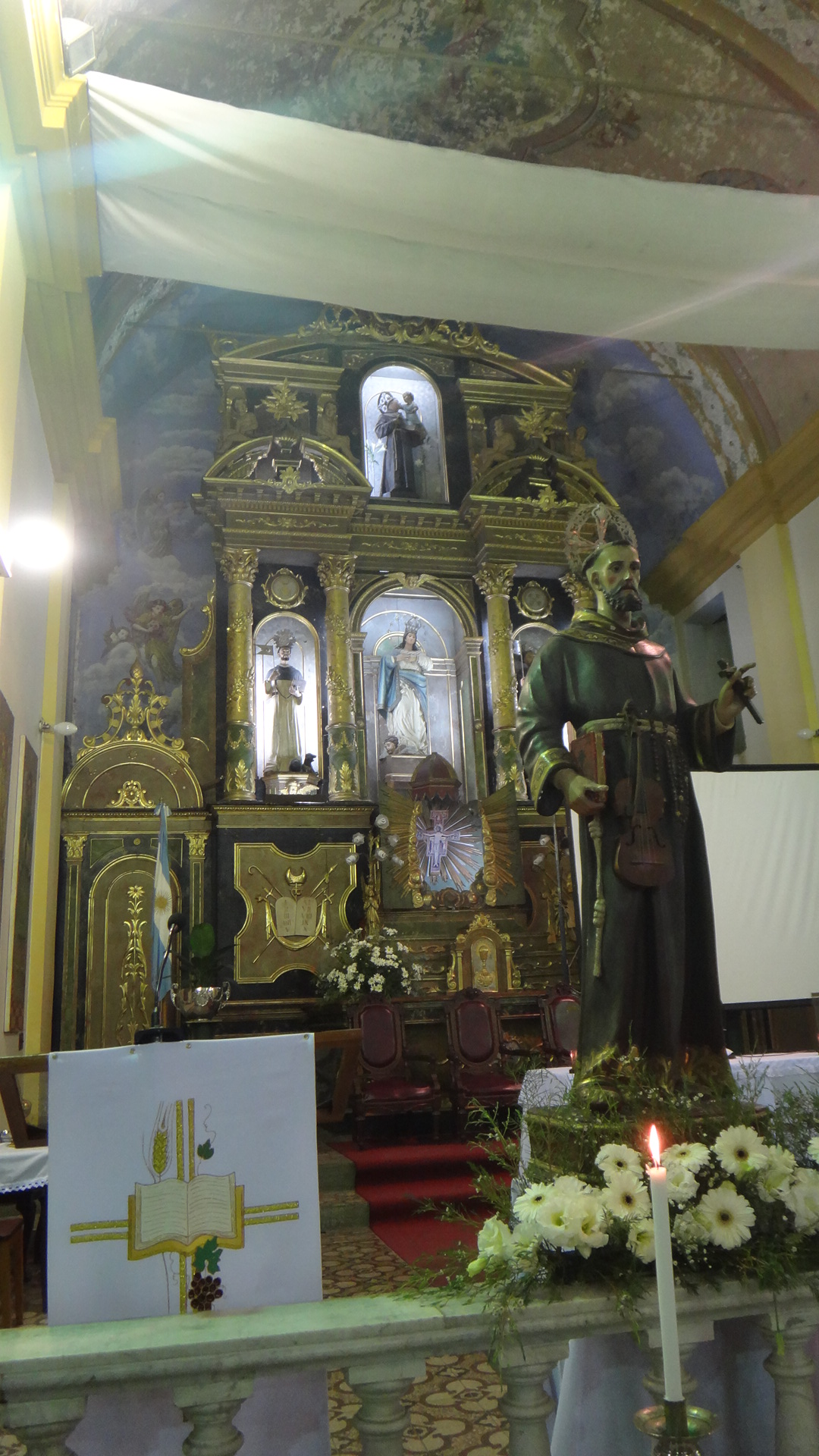
Altar de la Iglesia San Francisco.